# Elvira Popescu

Plakat von Charles Gesmar (1925)

Elvira Popescu (* 10. Mai 1894 in Bukarest; † 11. Dezember 1993 in Paris, Ile-de-France) war eine rumänische Schauspielerin. 

## Leben und Karriere

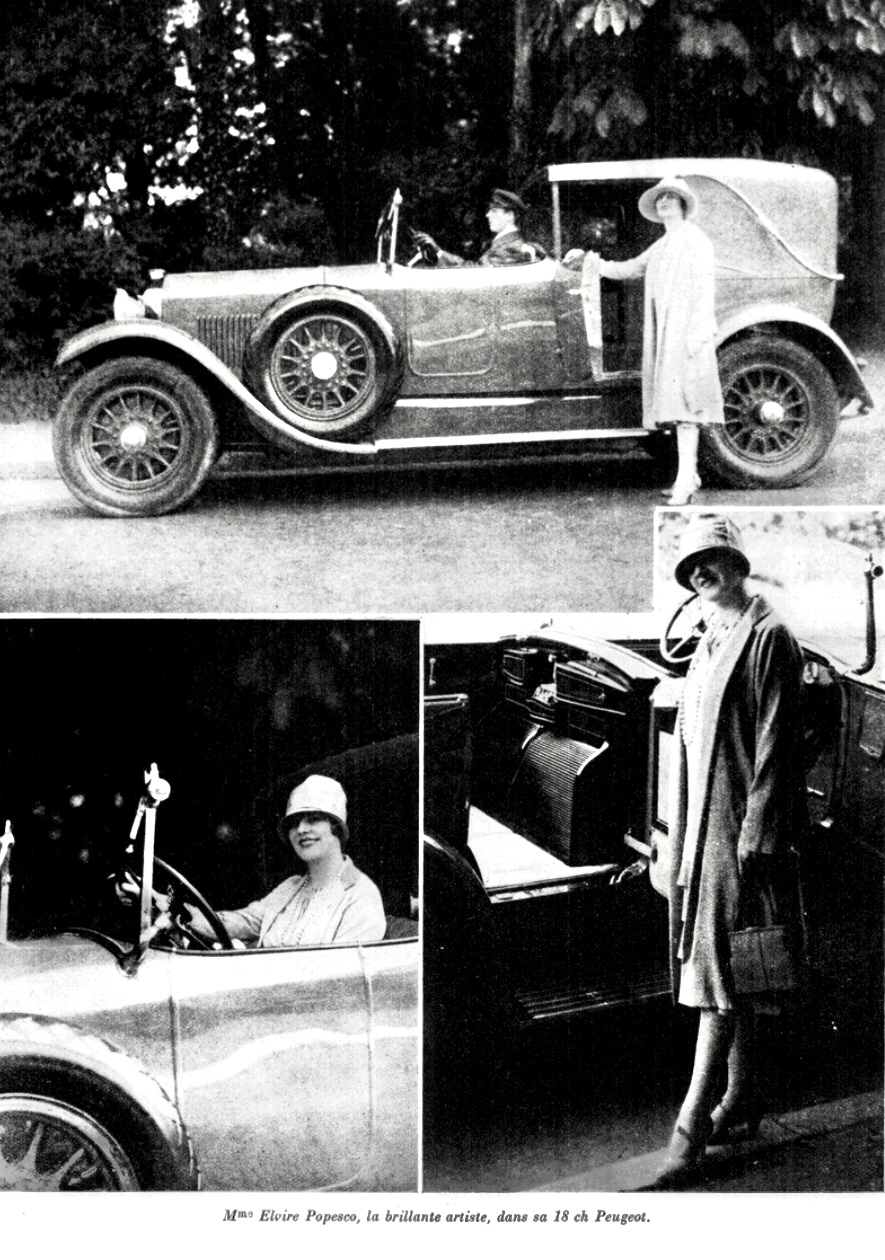
Elvira Popescu mit ihrem 18 CV Peugeot um 1927

Popescu studierte Drama am Conservatorul de Artă dramatică, unter der Leitung von Constantin Nottara und Aristizza Romanescu. Sie debütierte am Nationaltheater Bukarest im Alter von 16 Jahren. 1919 wurde sie künstlerische Leiterin des Excelsior Theatre.
Elvira Popescu verstarb im Alter von 99 Jahren in Paris. Ihre letzte Ruhestätte befindet sich auf dem Cimetière du Père-Lachaise in der französischen Hauptstadt.

## Auszeichnungen
- 1987: Molière d'honneur für ihr Lebenswerk
- 1989: Mitglied der Ehrenlegion (Commandeur de la Légion d’Honneur)

## Filmografie (Auswahl)
- 1912: Independența României
- 1923: Țigăncușa de la iatac
- 1931: L'étrangère
- 1936: Der König (Le roi)
- 1960: Austerlitz – Glanz einer Kaiserkrone (Austerlitz)
- 1960: Nur die Sonne war Zeuge (Plein soleil)